# Tokyo One Piece Tower
Tokyo One Piece Tower est un parc à thème basé sur le manga One Piece, ouvert le 13 mars 2015 à l'intérieur de la Tour de Tokyo, il ferme définitivement le 30 juillet 2020.
Le concept principal repose sur une île, découverte dans le Nouveau Monde, l'Île Tongari (トンガリ島, Tongari signifiant « pointu » en japonais fait ici référence à la pointe de la Tour de Tokyo), à laquelle s'amarre l'équipage du Capitaine pirate Monkey D. Luffy alias Chapeau de paille. On y trouve des jeux et attractions pour leurs fans. Le chef de l'île est le Tongari Den Den Mushi (l'escargophone pointu): ce dernier apparaît sur le site internet ainsi que dans le parc pour guider les visiteurs.
À l'intérieur, il y a des jeux et attractions inspirés par les personnages de l'équipage du Chapeau de paille de One Piece, des spectacles et animations, des boutiques, des restaurants ainsi que des évènements saisonniers.
En 2016, le parc est classé à la 7e place dans le classement TripAdvisor 2016 TRAVELLER’S CHOICE Top 10 des parcs d'attractions du Japon.
Après son ouverture, des rénovations entraînant la fermeture ont lieu, et la réouverture a lieu le 18 juin 2016. 
Le parc ferme définitivement le 31 juillet 2020 en raison de la baisse de fréquentation liée à la Pandémie de Covid-19,,.

## Attractions

### 360 Log Theatre - Le Monde deOne Piece
Il s'agit d'une attraction expérimentale dans laquelle les scènes les plus connues du manga sont projetées sur un écran à 360 degrés. Située au 3e étage, c'est la première attraction du parc. Elle a pour rôle d'accueillir les visiteurs sur l'Île Tongari.

### Luffy's Endless Adventure
Il s'agit d'un parcours scénique à pied, situé au 5e étage, dans lequel les visiteurs revivent les différentes aventures du personnage principal Monkey D. Luffy, mais aussi de ses compagnons. Il y a des statues à taille réelle, des personnages, des maquettes ainsi que des panneaux d'exposition.
À la fin du parcours, il y a un cinéma avec un écran géant sur lequel est diffusé un film original exclusif pour le parc Tokyo One Piece Tower.

### Zoro's Soul of Edge
Il s'agit d'un jeu interactif basé sur le personnage Roronoa Zoro de l'équipage du Chapeau de paille. Ce jeu est situé au 4e étage.
À l'intérieur d'un dojo conçu par Zoro, les joueurs doivent détruire les boulets de canons envoyés par la Marine à l'aide d'une épée et en utilisant les techniques de Zoro.
Dans la file d'attente, on peut découvrir sur les murs les armes et épées de Zoro et d'autres personnages du manga.

### Nami's Casino House
Il s'agit d'une attraction interactive basée sur Nami, la navigatrice de l'équipage. Cette attraction est située au 4e étage. Il s'agit d'un jeu de casino en 3 manches dans lequel les joueurs parient une certaine somme de Berry, la monnaie de One Piece. Les gagnants, qui ont atteint un nombre suffisant de Berry, se verront remettre une carte VIP.

### Usopp's Road to Sogeking
Jeu interactif, situé au 4e étage, et basé sur le personnage Usopp. Les joueurs doivent tirer sur des soldats de la Marine à l'aide d'un lance-pierre, l'arme favorite de Usopp. Le dernier ennemi est le Gouvernement Mondial. Les gagnants recevront un masque du Roi des Snipers : Sogeking.

### Chopper's Thousand Sunny Tours
Il s'agit d'un parcours scénique à pied, situé au 4e étage, où les visiteurs sont guidés par Tony-Tony Chopper. Cette attraction recréée l'intérieur du deuxième bateau de l'équipage : le Thousand Sunny. Les visiteurs découvrent la cuisine et la salle à manger, la chambre de Nami et de Robin parmi d'autres pièces du navire.

### Robin's Finding Ponegliff
Il s'agit d'un jeu interactif basé sur le personnage Nico Robin. Il est situé au 4e étage, mais se joue dans tout le parc. Les joueurs reçoivent un Escargophone et doivent trouver les anciennes écritures cachées dans le parc afin de découvrir un Ponéglyphe.

### Franky's Park
Cet espace, situé au 4e étage, est dédié au charpentier maritime de l'équipage Franky. Nous y trouvons un flipper lui ressemblant, nommé Franky's Ball Run, une aire pour les enfants ainsi qu'un petit café nommé Franky's Cola Bar dans lequel sont servis des snacks et des boissons.

### Brook's Horror House
Au 4e étage  se trouve la Maison hantée, basée sur le personnage Brook. Les joueurs reçoivent à l'entrée une petite balle de sel, et ont pour objectif de l'utiliser pour se débarrasser des zombies errants dans la maison hantée.

### Les «points photo» de l' Île Tongari
Dans le parc, il y a des « points photo », dans lesquels se trouvent des statues des personnages en taille réelle, des tableaux, des expositions de figurines, etc.

### Live show
Un spectacle live, original sur les aventures des personnages de One Piece, est présenté sur scène. La salle de spectacle se situe au 5e étage. Il y a entre quatre et six représentations par jour. Le spectacle change selon la saison.

## Magasins et restaurants

### Tongari Store
Il s'agit d'un magasin de produits dérivés, au 3e étage. On y trouve des produits et articles au design exclusif, seulement trouvables dans ce magasin de Tokyo One Piece Tower.

### One Piece Mugiwara store
Magasin officiel des produits dérivés de One Piece. Situé en dehors du parc, au 1er étage de la Tour de Tokyo. On y trouve des articles et produits dérivés uniquement en vente à cet endroit.

### Franky's Cola Bar
Il s'agit d'un petit café qui se trouve au 3e étage, dans le parc, géré par Franky, l'amoureux du Coca-Cola. On y trouve un choix varié de snacks et de boissons, et il y a des tables et des chaises pour s'installer et se reposer.

### Café Mugiwara
Café-librairie situé au 1er étage de la Tour de Tokyo, dans lequel on trouve des plats et des boissons inspirés des différents personnages de l'univers de One Piece et de leur histoire. Il y a plus de six cents livres et mangas liés à One Piece, disponibles pour que les visiteurs puissent les lire pendant leur repas ou leur pause gourmande.
Tous les mois, un menu spécial anniversaire est proposé et met à l'honneur un des personnages de One Piece. Il y a des collaborations, comme avec Ichiban Kuji.

### Sanji's Oresama Restaurant
Un restaurant dirigé par le cuisinier de l'équipage Sanji Vinsmoke, et situé au 1er étage de la Tour de Tokyo, à côté du Café Mugiwara.
Un buffet est proposé. Plats et menus sont disponibles à la carte. Des menus spéciaux sont  proposés lors d'évènements spéciaux.
Dans ce restaurant, des décors sont recréés (comme le mât du bateau, des cellules de prison, etc.), afin que le visiteur puissent se plonger dans l'univers de One Piece.
« ORESAMA » (俺様) est un terme narcissique pour se désigner soi-même : « moi » en Japonais. Sanji emploie souvent ce terme dans One Piece pour se désigner. Sa statue est érigée entre le Café Mugiwara et Sanji's ORESAMA Restaurant.